# Марта Џеферсон Рендолф
Марта "Петси" Рандолф (рођена Џеферсон; 27. септембар 1772 – 10. октобар 1836) је била најстарија ћерка Томаса Џеферсона, трећег председника Сједињених Америчких Држава, и његове супруге Марте Велс Скелтон. Рођена је у Монтикелу у Вирџинији.
Мајка јој је умрла када је имала 10 година. У то време биле су живе само њених пет браћи и сестара. Она их је све надживела. Последња сестра умрла јој је 1804. године. Марта је боравила у близини свог оца. Образовање је стекла у манастирској школи у Паризу. Течно је говорила пет језика. Удала се за Томаса Мана Рандолфа Млађег, америчког политичара и гувернера Вирџиније од 1819. до 1822. године. Неформално је била "Прва дама" Сједињених Држава, током мандата свог оца.

## Породица, детињство и младост
Марта Џеферсон је рођена 27. септембра 1772. године у Монтикелу, на имању свог оца у Вирџинији (тада Британска Америка). Родитељи су јој били Томас Џеферсон и Марта Велс Скелтон. Баба и деда по оцу били су јој Питер Џересон, плантажер и геодет и Џејн Рандолф. Баба и деда по мајци били су јој Џон Велс (1715—1773) и његова прва супруга Марта Епес (1712—1748). Велс је био адвокат, трговац робовима, пословни агент и успешни плантажер. За десет година брака, Мартини родитељи имали су шесторо деце: Марта "Петси" (1772-1836); Џејн (1774—1775); син који је 1777. године живео само неколико недеља; Мери Велс "Поли" (1778-1804); Луси Елизабет (1780—1781) и још једна Луси Елизабет (1782—1784). Само су Марта и Марија преживеле више од неколико година.
Породица је имала тежак живот. Петси је у почетку живела код куће. Њене студије подразумевале су и часове плеса. Када је имала седам година, њен отац је постао гувернер Вирџиније. Изабран је 1. јуна 1779. године и породица је прво живела у Вилијамсбургу. Влада се преселила у Ричмонд 1780. године, те се и породица Џеферсон тамо преселила. Британске трупе напредовале су ка Ричмонду маја 1781. године, а због претходног упозорења, Џеферсон је побегао у своју сеоску кућу.
Мајка јој је умрла 6. септембра 1782. године, четири месеца након рођења Џеферсоновог последњег детета, у 33. години живота. Касније је написала да је у тим временима била стална сапутница и сведок очевог туговања за њеном мајком. Петси је имала десет година када јој је мајка умрла.

## Образовање
Петсијев отац није веровао у јавне школе за девојчице, те је организовао да његова ћерка похађа приватну школу. Између децембра 1782. и маја 1784. године, Марта се са породицом укрцала на брод за Француску. Тамо је учила француски језик, учила плес, цртање и музику код приватних тутора, који су добијали прописан стриктан дневни распоред о томе како би образовање своје ћерке водио Томас Џеферсон. Посебно је био фокусиран на правопис и хигијену, а обе ствари биле су битне за стварање имиџа праве даме са моралним понашањем и дикцијом. У међувремену, отац јој је радио у Филаделфији и чекао наређење Конгреса да оде у Француску.
Мартине млађе сестре, Мери и Луси, остале су у Вирџинији, са члановима породице, док су Петси и њен отац путовали у Бостон, са Џејмсом Хемингсом. Отпловили су за Париз бродом Церес 5. јула 1784. године, а у Француску су стигли 6. августа исте године. Петси је живела у Паризу са својим оцем од 12. до 17. године, док је он био амерички амбасадор у Француској. Џеферсон ју је уписао у школу у опатији Пентемонт, након што је добио гаранције да су протестантски студенти изузети од веронауке. У овом интернату, Петси је учила аритметику, географију, светску историју и латински језик, као и музику и цртање. На Петси су дубоко утицале четири године проведене у манастирској школи. Њени вршњаци били су чланови француске елите. Одгајана је у римокатоличком духу и често је присуствовала литургијама. То је утицало на њену способност да води духовите, интелигентне разговоре. То ће се одразити и на васпитање њене деце. Током студија, Петси је научила говорити четири језика. Њена Ћерка, Елен Рандолф Колиџ је касније забележила да је мајка "Често имала обичај да се осврне на свој боравак у манастиру ка [http://tjrs.monticello.org/letter/1961 о на период велике среће и напетка".
Њена млађа сестра Луси је октобра 1784. године умрла од великог кашља. Мери је отпутовала са Сели Хемингс у Париз, а потом се придружила јула 1787. године својој сестри у манастирској цркви. Петси и Мери су се заразиле тифусом током зиме 1788. године и живели су са оцем док нису оздравиле. У манастир су се вратиле на пролеће 1789. године. Након што је Петси изразила жељу за преласком у римокатолицизам, Џеферсон је врло брзо и њу и њену сестру повукао из манастирске школе. Петси је уживала у друштвеном животу, који је подразумевао и концерте током лета. У резиденцији свога оца у Паризу разговарала је са светским лидерима. У септембру 1789. године, након избијања Француске револуције, Томас Џеферсон је са ћеркама отпутовао назад у Сједињене Државе.

## Брак и породица
Марта се 23. фебруара 1790. године удала за Томаса Мена Рандолфа, младог плантажера, у Монтикелоу. Он је био и њен рођак. Убрзо након њиховог брака, њен отац Томас Џеферсон дао је младенцима као венчани поклон осам робова, укључујући и Моли Хемингс, најстарију ћерку Мери Хемингс. Пар је живео прво на имању Рандолфових, у Варини, округ Хенрико, и имао је тринаесторо деце. За разлику од њених браћи и сестара, од којих је свако умрло у детињству, Марина деца доживела су одрасло доба:
- Ана Кери Рандолф (1791—1826), удала се за Чарлса Левиса Банкхеда (1788—1833).[15]
- Томас Џеферсон Рандолф (1792-1875), оженио Џејн Холинс Николас (1798—1871).[16]
- Елен Велс Рандолф (1794—1795), умрла млада, током путовања кога су организовали Петси и њен супруг, како би јој се здравље побољшало.[8]
- Елен Велс Рнадолф (1796—1876), добила име по покојној сестри. Била је удата за Џозефа Колиџа (1798—1879).
- Корнелија Џеферсон Рандолф (1799—1871), основала 1830-тих година школу на Еџ Хилу. Живела на имању свог брата, где је предавала сликање, вајарство и цртање. Није се удавала.[17]
- Вирџинија Џеферсон Рандолф (1801—1881), удала се за Николаса Филипа Триста (1800—1874).[18][19]
- Мери Џеферсон Рандолф (1803—1876), живела на Еџ Хилу и помагала снахи Џејн да надгледа домаћинство њеног брата Томаса Џеферсона Рандолфа. Са сестром Корнелијом посећивала је куће своје браће и сестара у време болести. Није се удавала.[20]
- Џејмс Медисон Рандолф (1806—1834), рођена у Председничкој кући (данашња Бела кућа) 17. јануара 1806. године.[8]
- Бенџамин Френклин Рандолф (1806—1871), оженио Сели Шампе Картер.[21]
- Мериветер Левис Рандолф (1810—1837), ожењен Елизабетом Мартинон. Након његове смрти, Мартина се удала за Ендруа Џексона Донелсона, нећака председника Ендруа Џексона.
- Неименовано дете (1811), умрло младо.
- Септимија Ана Рандолф (1814—1887), удата за Дејвида Скота Мајклехама (умро 1849).[22]
- Џорџ Вит Рандолф (1818—1867), накратко 1862. године био ратни секретар Конфедерације. Оженио Мери Елизабет Адамс Поп.[23]

Петси је управљала кућним пословима у Варини, на имању свог оца у Монтикелу 1790-тих година. Њен муж, син Томаса Мана Радолфа Старијег, пријатеља Томаса Џеферсона, био је добар кандидат за Мартиног супруга због више разлога. Његова породица, међутим, била је предмет бројних скандала. Неки од Рандолфа су оптужени (касније ослобођени) за убиство наводног детета Ричарда Рандолфа. Петси је присуствовала као сведок у случају Комонвелт против Ричарда Рандолфа 22. априла 1793. године. Поред тога, њен свекар је изазвао скандал када се оженио тинејџерком. Томас Џеферсон је продао неколико парцела за плантажу Еџ Хил. Тамо су изградили кућу и почели да живе почетком јануара 1800. године. Петси је водила домаћинство у Варини и Монтикелу. Децу је школовала од куће.
Петси је неколико пута посетила Белу кућу (тада познату као Председничку кућу) током мандата свога оца. Током своје посете од новембра 1802. до јануара 1803. године (са сестром и двоје деце) и 1805-1806. године (са читавом породицом), служила је као његова домаћица и неформална "Прва дама". Организовала је Џеферсонов распоред и дочекивала његове госте на пријемима у Белој кући. Катарина Алгор напомиње да је као повереник свога оца у Вашингтону Марта била веома поштована. Била је позната по својој интелигенцији и улози на друштвеној лествици: "Кад год је била у главном граду, госпођа Рандолф је била главни актер на било ком догађају коме је присуствовала. Без обзира на политичке околности, нико није оспоравао њено право првенства". У том периоду, од 1803. до 1807. године, њен супруг је служио у Представничком дому у Вашингтону.
Петсијина сестра Мери Поли такође је била домаћица, све док није умрла 1804. године, током порођаја. Политички активна Доли Медисон такође је обављала дужности домаћина са Џеферсоном. Њен супруг Џејмс Медисон тада је био државни секретар, те је живела у Вашингтону. Пето дете Петси, Џејмс Медисон Рандолф, рођено је у Председничкој кући 17. јануара 1806. године.
Петси и њена деца живели су углавном у Монтикелоу након пензионисања Томаса Џеферсона 1809. године. Док је њен супруг био управник Вирџиније (1819—1822), она је наставила да живи у Монтикелоу. То је делимично одлучено и ради уштеде новца. Водила је домаћинство на плантажама. Имала је сопствену собу у Монтикелоу где је углавном боравила сама. Њен супруг ју је повремено посећивао. Забринута због финансијског стања и губитка прихода, иако је њен супруг током Рата 1812. године служио у војсци, Марта је убедила председника Џејмса Монроа да му сторнира убирање пореза. Са троје деце: Мери, Корнелијом и Томасом, уредила је прву збирку Џеферсонових списа за објављивање. Пред крај живота Петси се одвојила од супруга, који је патио од алкохолизма и менталне неуравнотежености.

## Ставови о ропству
Чини се да је Петси имала помешана осећања према ропству. Када је живела у Паризу, сазнала је да постоје земље у којима поробљавање људи није легално, те је рекла свом оцу: "Свом својом душом желим да сиромашни црнци буду ослобођени". Такође је рекла да је осуђивала неправедан третман према црнцима и начин на који се подстицала окрутност према другој раси код белаца. Покушала је задржати поробљене људе са својим породицама када је могла и ослобађала је неке робове, али је са друге стране поробљавала друге робове и користила их ради економске добити. Продавала их је када јој је био потребан новац. На пример, 1827. године, након очеве смрти, продала је 130 робова како би измирила дугове. Као резултат, неке робовске породице су раздвојене. Преостали поробљени људи били су њена највреднија имовина. Приходи су јој се повећавали услед њиховог рада. Продала је још два роба 1833. године.
Њен син Томас неуспешно је лобирао за план да Вирџинија постепено укине ропство и исели робове у Африку. Предлог је подржала и Петси. Такође је разматрала да и сама пређе у слободну државу. Иако је ослободила неколико поробљених људи, Петси се током свог живота ослањала на њихов рад ради постизања финансијске добити.

## Касније године и смрт
Петси је била у великим финансијским проблемима због дугова свог супруга, као и свекра Томаса Мена Рандолфа Старијег и свог оца Томаса Џеферсона. Они су остали задужени због пада вредности земљишта, ризичних инвестиција и пропалих усева. Њен син Томас је 1826. године купио имање Еџ Хил. Томас Џеферсон је умро 4. јула 1826. године. Монтикело је наследила од свог оца исте године, али је истовремено наследила и његове многобројне дугове. Њен најстарији син Томас Радолф је био извршилац имања. Осим пет робова ослобођених према очевој вољи, остатак од 130 робова продат је како би се измирли дугови.
Након Џеферсонове смрти, Петси је живела са својим најстаријим сином Томасом у Туфтону. Боравила је у кући своје ћерке Елен и зета Џозефа Колиџа у Бостону од октобра 1826. до маја 1828. године. Са собом је водила и двоје најмлађе деце. Затим је отишла свом супругу јуна 1828. године и била поред његове самртничке постеље. Муж јој је умро 20. јуна исте године. Петси је тада живела на ивици сиромаштва. Желећи да обезбеди опстанак своје породице, која је укључивала и њене зетове, уз помоћ Маргарет Бајард Смит, обезбедила им је успешне каријере у Вашингтону. Након мужевљеве смрти живела је са сином на имању у Еџ Хилу до 29. новембра, а потом у Вашингтону и Бостону. Своје преостале робове је запослила, како би обезбедила приходе. Имала је скромне приходе и од банкарских акција, које су јој, у име Џеферсона, поклониле државе Лујзијана и Јужна Каролина. Свака држава донирала је 10.000 долара за њену подршку.
Док је живела у Бостону, саставила је свој тестамент 24. јануара 1836. године и вратила се на имање у Еџ Хилу јула 1836. године. Тамо је и умрла 10. октобра 1836. године.

## У популарној култури
Марта Џеферсон Рандолф је главни лик историјског романа "Прва америчка ћерка" Стефана Драја и Лауре Камои, објављеног марта 2016. године. Роман се базира на Џеферсоновим писмима. У фулму "Џеферсон из Париза" из 1995. године Марту је глумила америчка глумица Гвинет Палтроу.